# Arda Gerkens
Ardina Meinoutje Vera (Arda) Gerkens (Naarden, 5 juni 1965) is een Nederlands voormalig politica. Namens de Socialistische Partij (SP) was ze van 2002 tot 2010 lid van de Tweede Kamer der Staten-Generaal en van 2013 tot 2023 lid van de Eerste Kamer der Staten-Generaal. 

## Politieke loopbaan
Nadat Michael Poyé in 1986 op het station in Hilversum door zes nazi-skinheads werd doodgestoken, omdat hij te lang haar had, kwam Gerkens tot de overtuiging dat discriminatie en onverdraagzaamheid een bedreiging vormen voor de samenleving. Zo was zij betrokken bij de oprichting van de stichting Werken aan Verdraagzaamheid, die onder meer geld inzamelde voor het monument voor verdraagzaamheid en een herdenkingsplaat voor Poyé voor het station in Hilversum.
Gerkens werd in 1996 lid van de SP. Zij maakte deel uit van het districtsbestuur Noord-Holland en was betrokken bij het opzetten van een afdeling in het Amsterdamse stadsdeel Zeeburg, waar zij tot 2001 deelraadslid was. Ze was tweeënhalf jaar voorzitter van de afdeling Amsterdam. In 2001 verhuisde ze naar Haarlem. Van 1999 tot 2005 was zij lid van het partijbestuur van de SP. Gerkens maakte deel uit van een werkgroep binnen de SP die de notitie Wat moeten we met de genetische technologie? schreef. 
Bij de Tweede Kamerverkiezingen 2002 stond zij op een negende plek op de kandidatenlijst en werd gekozen in het parlement. Ze hield haar maidenspeech over de euro op 3 juli 2002. In de Tweede Kamer was Gerkens onder meer woordvoerster cultuurbeleid, zij schreef over de popcultuur de nota 'Oorstrelend en Hartveroverend'. Zij was voorzitter van twee parlementaire werkgroepen: een over auteursrecht en een over ICT-verspilling. Gerkens diende in 2010 samen met Nicolien van Vroonhoven-Kok een initiatiefwet in die woekerwinsten op de doorverkoop van toegangsbewijzen moet tegengaan. Deze wet werd door de Tweede Kamer aangenomen, maar uiteindelijk in 2017 door de Eerste Kamer verworpen.
Bij de Tweede Kamerverkiezingen 2006 stond Gerkens op eigen verzoek op een lage twintigste positie. Door een grote winst van de SP bij deze verkiezingen werd ze toch gekozen. Gerkens was binnen de SP-fractie verantwoordelijk voor ICT, popmuziek en Justitie. Tevens was zij ondervoorzitter van de Tweede Kamer. Ze koos er bij de verkiezingen van 2010 voor niet terug te keren in de Tweede Kamer.
Ze werd bij de Eerste Kamerverkiezingen 2011 gekozen, maar besloot haar benoeming niet te aanvaarden. Op 14 mei 2013 werd ze alsnog beëdigd als lid van de Eerste Kamer, als tussentijds opvolger van Eric Smaling die overstapte naar de Tweede Kamer. Ze maakte deel uit van het presidium en was vanaf 2019 ondervoorzitter van de Eerste Kamer. In 2018 besloot ze na overleg met haar partij niet naar de stemming over het opnemen van een actief donorregistratiesysteem in de Wet op de orgaandonatie te komen, omdat haar eigen standpunt ('tegen') botste met het standpunt van de rest van de SP-fractie ('voor'). Gerkens stond aanvankelijk op de SP-kandidatenlijst bij de Eerste Kamerverkiezingen 2023, maar trok zich voor de officiële kandidaatstelling terug. Bij haar afscheid van de senaat op 6 juni 2023 werd ze benoemd tot ridder in de Orde van Oranje-Nassau.

## Maatschappelijke loopbaan
Voor haar parlementaire loopbaan was Arda Gerkens lerares Nederlands (1989-1990), jongerenwerker (1990-1999) en hoofd personeelszaken bij Milieudefensie (1999-2002). Ze was van 1 juni 2011 tot 1 juni 2014 directeur van de Hobby Computer Club. Van 1 februari 2015 tot 1 september 2023 was Arda directeur van het Expertisebureau Online Kindermisbruik (EOKM), een overkoepelende organisatie waarvan onder andere het Meldpunt Kinderporno deel uitmaakt. In 2023 werd EOKM hernoemd in Offlimits. Arda Gerkens is per 1 september 2023 benoemd tot bestuursvoorzitter van de Autoriteit online Terroristisch en Kinderpornografisch Materiaal (ATKM).

## Uitslagen verkiezingen

### Tweede Kamer
| Verkiezingen                  | Plaats Gerkens | Zetels SP | Aantal stemmen |
| ----------------------------- | -------------- | --------- | -------------- |
| Tweede Kamerverkiezingen 2002 | 9 (lijst SP)   | 9         |                |
| Tweede Kamerverkiezingen 2003 | 9 (lijst SP)   | 9         |                |
| Tweede Kamerverkiezingen 2006 | 20 (lijst SP)  | 25        |                |
| Tweede Kamerverkiezingen 2021 | 39 (lijst SP)  | 9         | 126            |

### Eerste Kamer
| Verkiezingen                  | Plaats Gerkens | Zetels SP | Aantal stemmen |
| ----------------------------- | -------------- | --------- | -------------- |
| Eerste Kamerverkiezingen 2011 | 5 (lijst SP)   | 8         |                |
| Eerste Kamerverkiezingen 2015 | 2 (lijst SP)   | 9         |                |
| Eerste Kamerverkiezingen 2019 | 3 (lijst SP)   | 4         |                |